# The Fire Jugglers
Pour plus de détails, voir Fiche technique et Distribution.
The Fire Jugglers est un film muet américain réalisé par Edward LeSaint et sorti en 1914.

## Fiche technique
- Titre : The Fire Jugglers
- Réalisation : Edward LeSaint
- Scénario : William E. Wing
- Producteur : William Selig
- Société de production : Selig Polyscope Company
- Société de distribution : General Film Company
- Pays d'origine :  États-Unis
- Langue : film muet avec les intertitres en anglais
- Métrage : 300 mètres
- Format : Noir et blanc — 35 mm — 1,33:1 — Muet
- Genre : Film dramatique
- Durée : 10 minutes
- Date de sortie : 
  - États-Unis : 9 avril 1914

## Distribution
- Eugenie Besserer
- Bessie Eyton
- George Hernandez
- Joe King
- Wheeler Oakman
- Guy Oliver